# Río Cisnes
Pour les articles homonymes, voir Cisne (homonymie).
Le Río Cisnes est un fleuve qui coule dans la Aisén en Patagonie au sud du Chili. Ce fleuve a une longueur de 160 km et son bassin versant a une superficie de 5 302 km². Son débit moyen est de 208 m³/s (mesuré immédiatement avant la Laguna Escondida). Son régime hydrologique est pluvial. Le río Cisnes prend sa naissance près de la frontière avec l'Argentine de la confluence entre plusieurs cours d'eau dans les montagnes de la Cordillière des Andes et coule d'est en ouest jusqu'à l'Océan Pacifique. Ses principaux affluents sont le rio Moro et le rio Pinchado. Il traverse le territoire faiblement peuplé et montagneux des communes de Cisnes et de Lago Verde. Il se jette à Puerto Cisnes dans le canal Puyuhuapi  qui débouche sur l'Océan Pacifique.